# دو و میدانی در المپیک تابستانی ۲۰۲۰ – دو ۴۰۰ متر با مانع مردان
۴۰۰ متر مردان رویدادهای دو و میدانی در بازی‌های المپیک تابستانی ۲۰۲۰ است که در تاریخ ۳۰ ژوئیه تا ۳ اوت ۲۰۲۱ در ورزشگاه ملی ژاپن، توکیو برگزار شد.

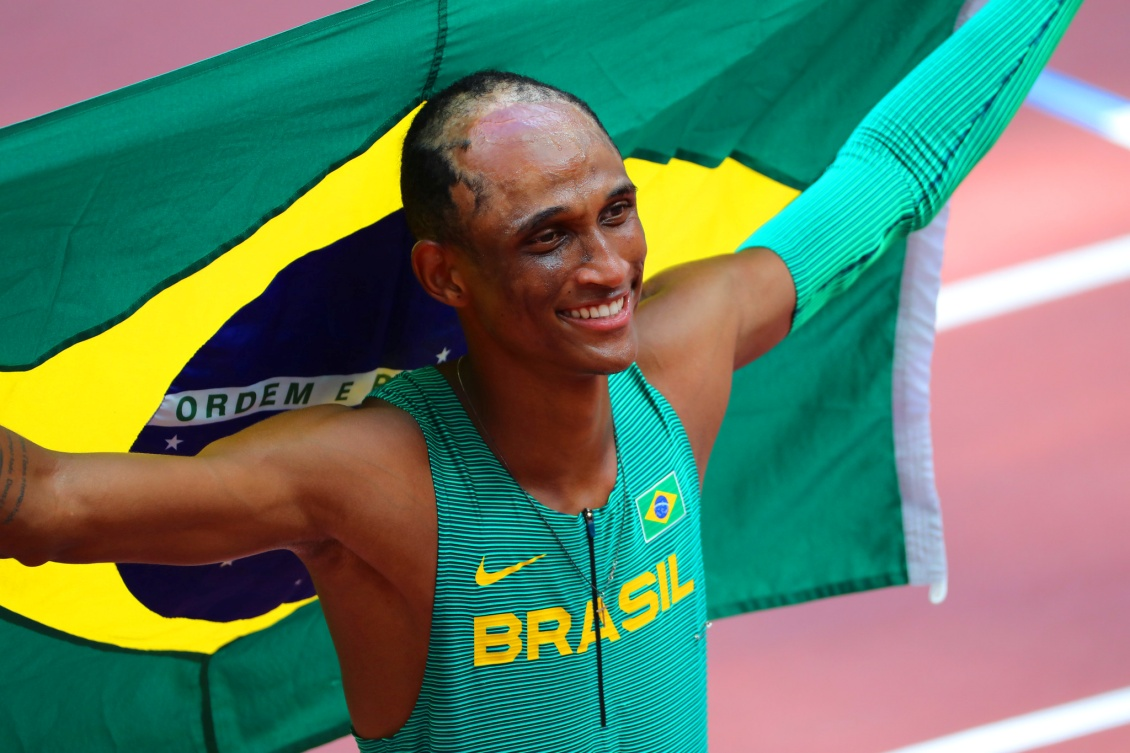
الیسون دوس سانتوس؛ او برندهٔ مدال برنز رشتهٔ ۴۰۰ متر با مانع شد.

## رکوردها
| رکورد جهانی  | کاشتن وارهولم (NOR)     | ۴۶٫۷۰ | اسلو، نروژ       | ۱ ژوئیه ۲۰۲۱ |
| رکورد المپیک | کوین یانگ (دونده) (USA) | ۴۶٫۷۸ | بارسلون، اسپانیا | ۶ اوت ۱۹۹۲   |

| منطقه                                            | زمان     | ورزشکار           | کشور                |
| ------------------------------------------------ | -------- | ----------------- | ------------------- |
| آفریقا (records)                                 | ۴۷٫۱۰    | ساموئل ماتته      | زامبیا              |
| آسیا (records)                                   | ۴۶٫۹۸    | عبدالرحمان سامبا  | قطر                 |
| اروپا (records)                                  | 46.70 WR | کاشتن وارهولم     | نروژ                |
| آمریکای شمالی، آمریکای مرکزی و کارائیب (records) | ۴۶٫۷۸    | کوین یانگ         | ایالات متحده آمریکا |
| اقیانوسیه (records)                              | 48.28    | Rohan Robinson    | استرالیا            |
| آمریکای جنوبی (records)                          | ۴۷٫۳۴    | الیسون دوس سانتوس | برزیل               |